# John Mankiewicz
Pour les articles homonymes, voir Mankiewicz.
John Mankiewicz est un scénariste, producteur et acteur américain né le 18 février 1954 à New York, New York (États-Unis).

## Filmographie

### Comme scénariste
- 1998 : Where's Marlowe?
- 2003 : Seascape (court-métrage)
- 2020 : Interrogation (en) (série télévisée)

### Comme producteur
- 1988 : The Street (série télévisée)
- 1995 : The Marshal (série télévisée)
- 2004 : Dr House (série télévisée)
- 2014 : House of Cards (série télévisée)

### Comme acteur
- 1998 : Where's Marlowe? : Refreshment Man